# Osredak (Cazin)
Osredak falu Bosznia-Hercegovinában, a Bosznia-hercegovinai Föderáció Una-Szanai kantonjában.

## Fekvése
Bosznia-Hercegovina északnyugati részén, Bihácstól légvonalban 14, közúton 21 km-re északra, Cazin központjától légvonalban 4, közúton 7 km-re délnyugatra, a Mutnica-patak mentén fekvő erdős, dombos területen fekszik. Házai többnyire a falut átszelő utak mentén, nagyobb házcsoportokban helyezkednek el.

## Népessége
| Nemzetiségi csoport | Népesség 1991 | Népesség 2013 |
| ------------------- | ------------- | ------------- |
| Szerb               | 290           | 1             |
| Bosnyák             | 338           | 637           |
| Horvát              | 0             | 5             |
| Jugoszláv           | 0             | 0             |
| Egyéb               | 4             | 14            |
| Összesen            | 632           | 657           |

## Története
Cazin és tágabb vidéke, az ún. Cazinska krajina Bosznia-Hercegovina más részeitől eltérően bővelkedik ősi erődök és erődített településekre utaló helynevekben. Az i. e. 9. század végéről és az i. e. 8. század elejéről számos várjellegű települést jegyeztek fel ezen a területen, ennek régészeti bizonyítéka azonban kevés maradt. Ezek egyik legnevezetesebbike az Osredak melletti Čungar-hegyen található őskori régészeti lelőhely. 
A település a középkorban is lakott volt. Temploma, melyet Szent Györgynek szenteltek az Osztrozsáci-mezőn állt. A török 1577-ben foglalta el a közeli Osztrozsác várát, mely egészen a 19. századig oszmán uralom alatt állt. A terület első oszmán ura Beširević aga, majd fia, Derviš aga voltak, akik a mai Osredak területéről, az akkori Sveti Juraj Ostrožačkiból irányították területüket, mely 1836-ig az osztrozsáci kapitánysághoz tartozott.

## Nevezetességei
- Szent Péter és Pál apostolok tiszteletére szentelt ortodox temploma a múlt század 20-as éveiben épült. A Független Horvát Állam idején rombolták le először, majd 1967-ben újjáépítették. Másodszor a boszniai háború során rombolta le a Bosznia-Hercegovinai Köztársaság hadserege 1992-ben. A háború után vidékről elűzött szerbek úgy döntöttek, hogy az ortodox egyházzal együtt újjáépítik a templomot. A templomot a szerb ortodox egyház áldásával és közreműködésével újítják fel. A költségeket az ebből a régióból elűzött szerbek önkéntes hozzájárulásaiból finanszírozzák. A történet érdekessége, hogy az építési vállalkozó, a bosnyák, muszlim vallású Mesud Keranović, aki az ortodox templom közelében él.[5] A faluban jelenleg egyetlen ortodox hívő él, egy idős asszony, aki időnként jelen van a templomnál, és aki néha vendégeket és családjukat fogadja.[6]

- A helyi mecset 1996-ban épült.

- A falutól keletre emelkedő 414 méter magas Čungar-hegyen őskori település nyomai találhatók. Az itteni erődített települést a késő bronzkorban alapították és egészen a vaskor végéig folyamatosan lakott volt. A település védősáncait először H. Jedlička és Szirmay G. fedezték fel 1891-ben. A sáncok egy kb 75x100 méteres területű, délkelet-északnyugati irányú platót öveznek. A plató oldalai a délkeleti oldal kivételével rendkívül meredekek, a délkeleti oldalon erős, földből és kőből épített sáncok védték, melyek hosszúsága mintegy 77 méter volt, magasságuk pedig elérte a 7 métert. Az erőd belsejében számos bronzkori és vaskori használati tárgy, bronztűk, fibulák, vonaldíszes és ornamentikával díszített edények, vastárgyak és csontból készített eszközök kerültek elő.[7]

- Határában, az Osztrozsáci-mezőn találhatók a késő középkori Szent György katolikus templom csekély maradványai, melyet a török erőd építésekor teljesen szétromboltak. Az erőd négyszögletes, 25x30 méteres alaprajzú volt, délnyugati sarkán 10 méteres átmérőjű hengeres toronnyal. A török erődből is csak az azt körülvevő árok maradt meg némi faragott kővel. A katolikus templomot először 1374-ben említi írásos forrás, majd a 16. században többször is említik.[7]